# إيفان الأول
إيفان الأول كاليتا دانيلوفيتش (بالروسية: Ива́н I Дани́лович Калита) (حقيبة النقود) (ولد في 1288 وتوفي في 31 مارس 1340) هو أمير موسكو من 1325 وأمير 
فلاديمير من عام 1328. كان ايفان نجل أمير موسكو دانييل ألكسندروفيتش. بعد وفاة شقيقه الأكبر يوري الثالث، ورث ايفان إمارة موسكو. وشارك ايفان في الكفاح من أجل الحصول على لقب أمير فلاديمير الكبير التي يمكن الحصول عليه بالموافقة القبيلة الذهبية. كانت المنافسة الرئيسية للحصول على لقب الأمير الكبير بينه وبين أمراء تفير الأول دمتري أمير تفير والثاني الكسندر ميخائيلوفيتش، وثلاثتهم على لقب أمير فلاديمير الكبير وحرموا منه لاحقا. وقتلتهم القبيلة الذهبية. في عام 1328 تلقى ايفان كاليتا موافقة أوزبج خان ليصبح أمير فلاديمير الكبير مع الحق في جباية الضرائب من كل الأراضي الروسية.